# Kotillon
Kotillon er navnet på en ældre fransk selskabsdans med mange ofte improviserede trin.
Som regel bliver dansen danset ved et bals afslutning, hvor de dansende overrakte hinanden kotillonsordner, buketter o.lign.
| Dans | Spire Denne artikel om dans eller danseudtryk er en spire som bør udbygges. Du er velkommen til at hjælpe Wikipedia ved at udvide den. |